# Bocuse d'Or
 (janvier 2018).
Le Bocuse d'Or est un concours culinaire mondial biennal organisé par GL Events. Aujourd’hui sous la présidence de Jérôme Bocuse, il met en compétitions pas loin de 70 pays du monde entier depuis 40 ans. L'événement se déroule sur deux jours en janvier à Lyon, en France, pendant Sirha Lyon. Durant ces 2 jours, les 24 pays sélectionnés pour la finale tentent de remporter le Bocuse d’Or. 

## Historique

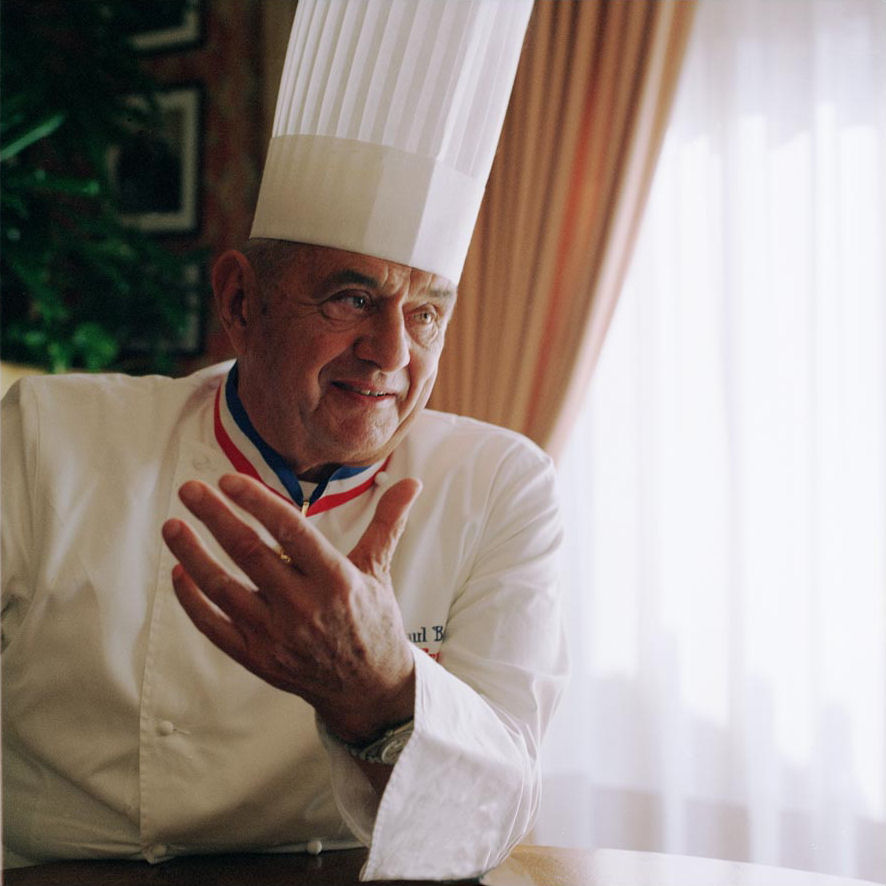
Le chef Paul Bocuse en 2007.

Voulu par un cuisinier pour les cuisiniers, le Bocuse d’Or est plus qu’une compétition gastronomique, c’est un système universel de partage en haute définition et de la reconnaissance à l’échelle planétaire. La technique et la création, l’engagement et les valeurs humaines, sont mis en lumière comme révélateurs des grands talents de la Haute Cuisine de demain. C’est un langage universel, compris sur les 5 continents qui s’incarne à travers des réalisations, assiettes et plats, aussi sensibles que spectaculaires, dans l’effervescence d’un public de supporters chauffés à blanc. Le Bocuse d’Or met à l’honneur depuis 40 ans, les cheffes et les chefs qui, par leur dévotion au métier et à la cuisine perpétuent l’indémodable esprit de cuisinier de Paul Bocuse.
Le premier Bocuse d'Or a eu lieu en janvier 1987. Le Sirha Lyon, devenu le salon de référence mondiale du Food Service et de l’hospitalité, organise également d'autres concours de compétence culinaire, y compris la Coupe du Monde de la Pâtisserie.

## Moments clés
- 1987

Premier Bocuse d’Or.
- 1997

L'ambiance du Bocuse d'Or a pris un tournant en 1997 lorsque les supporters du candidat mexicain ont introduit une nouvelle tradition en apportant un groupe de mariachis, des cornes de brume, des cloches et en encourageant bruyamment leur équipe depuis les tribunes. Cet engouement a marqué le début d'une présence sonore et festive du public.
- 1999

Initialement, le pays vainqueur en titre n'était pas autorisé à participer à l’édition suivante, mais cette règle a été supprimée après l'événement de 1999.
- 2008

Après son 20ème anniversaire, le Bocuse d’Or a élargi son format avec la création du Bocuse d’Or Asia-Pacific, dont la première édition s’est tenue en mai 2008 à Shangaï, suivie du Bocuse d’Or Europe en juillet 2008 à Stavanger.
En septembre 2008, la première édition du Bocuse d’Or Americas a eu lieu à Epcot. Paul Bocuse avait déclaré : "J'espère que l'équipe américaine gagnera, car nous aimerions vraiment que cette compétition traverse l'Atlantique."
- 2011

Le Danois Rasmus Kofoed est devenu le premier chef à remporter les trois trophées : le Bocuse de Bronze en 2005, le Bocuse d’Argent en 2007, puis le Bocuse d’Or en 2011.
- 2015

Les États-Unis ont marqué l’histoire en décrochant la deuxième place en 2015. Philip Tessier et Skylar Stover sont devenus les premiers Américains à monter sur le podium et la première équipe non européenne à remporter l'argent. Coachés par Gavin Kaysen, Thomas Keller, Jérôme Bocuse et Daniel Boulud, ils ont marqué un tournant majeur pour un pays en compétition depuis la création du Bocuse d'Or en 1987.
- 2018

Le Bocuse d’Or Africa a été organisé pour la première fois. Le Maroc, la Tunisie, l’Algérie, le Gabon, le Burkina-Faso et le Sénégal étaient en lice pour cette première édition.
- 2026

Une nouvelle sélection continentale, le Bocuse d’Or Middle-East, voit le jour en 2026, portant à 5 le nombre total de sélections continentales.

## Comité
Le Comité International d’Organisation s’assure que l’esprit du Bocuse d’Or est respecté par l’ensemble des acteurs du concours. Il est à l’origine des bases du règlement du concours et des thèmes de chaque édition.
Ses membres accompagnent les candidat(e)s et répondent à l’ensemble de leurs questions. Le jour du concours, ils s’assurent du bon déroulement de ce dernier et veillent au bon respect du règlement de la part de candidats et des critères des notations par les jurys.
Depuis 2024, le président du C.I.O. est Davy Tissot, lauréat du Bocuse d’Or 2021, succédant à Régis Marcon.
Le Comité Exécutif actuel comprend les Vice-Présidents suivants :
- Christophe Bacquié, Meilleur Ouvrier de France 2004 et chef de La Table des Amis
- Olivier Couvin, Meilleur Ouvrier de France 2015 et chef du restaurant Paul Bocuse
- Anne-Sophie Pic, cheffe du restaurant Pic* à Valence, France
- Giovanna Grossi, actuellement présidente du Bocuse d’Or Brésil
- Noriyuki Hamada, médaillé de bronze du Bocuse d’Or 2013, actuellement président du Bocuse d’Or Japon et chef exécutif de l'Hoshinoya Hotel Tokyo
- Mathew Peters, lauréat du Bocuse d’Or 2017 et seul chef américain à avoir remporté la compétition
- Geir Skeie, lauréat du Bocuse d’Or 2009, actuellement président du Bocuse d’Or Norvège et chef norvégien

## Le concours
Le format de qualification a évolué au fil des années. Depuis 2005, la compétition a introduit un système de présélections nationales suivies de présélections continentales.
Chaque pays organise une sélection nationale afin de désigner son/sa représentant(e) pour l’épreuve continentale. Ces sélections sont orchestrées par les académies nationales, sous la supervision du Comité International d’Organisation (C.I.O.).
Les vainqueurs des sélections nationales participent ensuite – selon leur pays – au Bocuse d'Or Europe, Bocuse d'Or Americas, Bocuse d'Or Asia-Pacific ou Bocuse d'Or Africa. À partir de 2026, le Bocuse d’Or Middle-East vient compléter ce processus de présélection.
Ces étapes continentales sont de véritables finales à leur échelle, déterminant les 24 pays qui se qualifieront pour la Finale du Bocuse d'Or, où un seul sera couronné vainqueur.
Bien plus qu’un simple événement ponctuel, le Bocuse d'Or comprend désormais plus de 60 sélections nationales et 5 sélections continentales sur deux ans, impliquant toute une communauté de chefs, avec son apogée lors de la Grande Finale du concours, organisée au cœur de Sirha Lyon.

## Les épreuves
Chaque équipe est composée de deux personnes : un(e) chef(fe) et un(e) commis âgé(e) de moins de 22 ans au moment de la Grande Finale. L'équipe dispose de 5 heures et 30 minutes pour réaliser deux présentations élaborées, un thème plateau et un thème assiette, qui doivent tous deux être préparés avec les ingrédients listés dans le règlement et fournis par les partenaires. Le concours se déroule dans un « théâtre culinaire » ouvert avec des cuisines sont entièrement équipées, face à une zone réservée au jury, aux membres de la presse et au public.
Depuis l’édition 2009, un(e) coach désigné(e), situé à l'extérieur de la zone de cuisine, est autorisé à communiquer avec l'équipe. Également depuis 2009, des inspecteurs contrôlent le matériel et les produits en coulisses, aucune découpe de légumes n’étant autorisée à l’avance. Toutefois, les équipes peuvent pré-éplucher l’ail, préparer les portions d’huile, de sel, de farine et d'autres ingrédients, ainsi qu’apporter des fonds préparés à l’avance.

## Jury
Jury Dégustation
Le jury dégustation est composé de 24 membres issus de chacun des pays en lice. Sélectionnés pour leur professionnalisme et leur ouverture d’esprit, ils/elles sont les témoins privilégiés de la créativité des candidats du Bocuse d’Or. Leur mission est d’autant plus exigeante qu’elle nécessite une concentration et une objectivité imperturbable au moment de la dégustation
Divisé en 2 groupes, le premier groupe, composé de 12 jurés, déguste et note le thème assiette et le deuxième groupe, également composé de 12 membres apprécie gustativement et juge le thème plateau. Ils/elles cherchent à récompenser des réalisations qui incarnent l’équilibre parfait entre la pureté du goût, le respect du produit, le sens du détail et bien sûr la technique.
Jury Cuisine
Le jury cuisine, composé de 12 chef(fe)s internationaux, est garant du respect du règlement du concours, des contraintes techniques spécifiques aux thèmes. Les membres de ce jury cuisine doivent s’assurer du professionnalisme des candidats, de leur gestion et organisation au sein de la cuisine, du non-gaspillage des denrées ou encore leurs maitrises techniques.
Au travers de leur regard de grand(e)s professionnel(le)s, ils/elles sont avant tout présent(e)s pour soutenir et conseiller les chef(fe)s à chaque étape du concours. Cette présence à leurs côtés les incite à prendre confiance en eux, à mieux appréhender leur participation et ainsi vivre la meilleure des expériences.
Le/la chef(fe) ayant obtenu le meilleur score global se voit décerner le trophée Bocuse d'Or, une effigie dorée de Paul Bocuse en tenue de chef, ainsi qu’un prix financier.  Le/la deuxième ainsi que le/la troisième reçoivent respectivement le Bocuse d’Argent et le Bocuse de Bronze.
Des prix supplémentaires sont décernés à la fin de la compétition pour récompenser les équipes qui se sont distinguées sans atteindre le podium. 
Le Social Commitment Award récompense leur implication dans des domaines liés à l’alimentation et à la restauration, comme l’aide alimentaire, la distribution de repas, l’éducation alimentaire, la formation et le développement durable, notamment la lutte contre le gaspillage, l’agriculture responsable et la préservation des ressources.
Les prix spéciaux « thème plateau » et « thème assiette » distinguent les performances les plus remarquables dans ces catégories spécifiques.
Enfin, le Prix du Meilleur Commis est attribué au commis qui a le mieux assisté son/sa chef(fe) lors de la finale.

## Palmarès

### Bocuse d'or
| Palmarès du Bocuse d'or | Palmarès du Bocuse d'or | Palmarès du Bocuse d'or | Palmarès du Bocuse d'or | Palmarès du Bocuse d'or                   | Palmarès du Bocuse d'or                 |
| Année                   | Pays                    | Pays                    | Nom                     | Établissement                             | Lieu d'origine du lauréat               |
| ----------------------- | ----------------------- | ----------------------- | ----------------------- | ----------------------------------------- | --------------------------------------- |
| 1987                    |                         | France                  | Jacky Fréon             |                                           |                                         |
| 1989                    |                         | Luxembourg              | Léa Linster             | Léa Linster (Frisange)                    | Differdange (Canton d'Esch-sur-Alzette) |
| 1991                    |                         | France                  | Michel Roth             | L'Espadon du Ritz (Paris)                 | Sarreguemines (Moselle)                 |
| 1993                    |                         | Norvège                 | Bent Stiansen           | Statholdergaarden (Oslo)                  | Arendal (Comté d'Agder)                 |
| 1995                    |                         | France                  | Régis Marcon            | Le Clos des Cimes (Saint-Bonnet-le-Froid) | Saint-Bonnet-le-Froid (Haute-Loire)     |
| 1997                    |                         | Suède                   | Mathias Dahlgren        | Bon Lloc (Stockholm)                      | Umeå (Comté de Västerbotten)            |
| 1999                    |                         | Norvège                 | Terje Ness              | Oro (Oslo)                                | Førde (Comté de Sogn og Fjordane)       |
| 2001                    |                         | France                  | François Adamski        | Le Gabriel (Bordeaux)                     | Berck (Pas-de-Calais)                   |
| 2003                    |                         | Norvège                 | Charles Tjessem         | Charles & De (Sandnes)                    | Sandnes (Comté de Rogaland)             |
| 2005                    |                         | France                  | Serge Vieira            | Serge Vieira (Chaudes-Aigues)             | Clermont-Ferrand (Puy-de-Dôme)          |
| 2007                    |                         | France                  | Fabrice Desvignes       | Présidence du Sénat (Paris)               | Saint-Quentin (Aisne)                   |
| 2009                    |                         | Norvège                 | Geir Skeie              | Mathuset Solvold (Sandefjord)             | Fitjar (Comté de Hordaland)             |
| 2011                    |                         | Danemark                | Rasmus Kofoed           | Geranium (Copenhague)                     | Birkerød (Hovedstaden)                  |
| 2013                    |                         | France                  | Thibaut Ruggeri         | Abbaye de Fontevraud (Fontevraud)         | Megève (Haute-Savoie)                   |
| 2015                    |                         | Norvège                 | Ørjan Johannessen       | Bekkjarvik Gjestgiveri (Austevoll)        | Austevoll (Comté de Hordaland)          |
| 2017                    |                         | États-Unis              | Mathew Peters           | Per Se (New York)                         | Meadville (Comté de Crawford)           |
| 2019                    |                         | Danemark                | Kenneth Toft-Hansen     | Svinkløv Badehotel (Fjerritslev)          | Silkeborg (Jutland central)             |
| 2021                    |                         | France                  | Davy Tissot             | Saisons (Écully)                          | Lyon (Rhône)                            |
| 2023                    |                         | Danemark                | Brian Mark Hansen       | Søllerød Kro" (Holte)                     | Vojens (Danemark)                       |
| 2025                    |                         | France                  | Paul Marcon             |                                           | Saint-Bonnet-le-Froid (Haute-Loire)     |

### Bocuse d'argent
| Palmarès du Bocuse d'argent | Palmarès du Bocuse d'argent | Palmarès du Bocuse d'argent | Palmarès du Bocuse d'argent   | Palmarès du Bocuse d'argent                    | Palmarès du Bocuse d'argent |
| Année                       | Pays                        | Pays                        | Nom                           | Établissement                                  | Lieu d'origine du lauréat   |
| --------------------------- | --------------------------- | --------------------------- | ----------------------------- | ---------------------------------------------- | --------------------------- |
| 1987                        |                             | Belgique                    | Michel Addons                 |                                                |                             |
| 1989                        |                             | Belgique                    | Pierre Paulus                 |                                                |                             |
| 1991                        |                             | Norvège                     | Lars Erik Underthun           |                                                |                             |
| 1993                        |                             | Danemark                    | Jens Peter Kolbeck            |                                                |                             |
| 1995                        |                             | Suède                       | Melker Andersson              |                                                |                             |
| 1997                        |                             | Belgique                    | Roland Debuyst                |                                                |                             |
| 1999                        |                             | France                      | Yannick Alléno                | Ledoyen (Paris)                                | Puteaux (Hauts-de-Seine)    |
| 2001                        |                             | Suède                       | Henrik Norström               |                                                |                             |
| 2003                        |                             | France                      | Frank Putelat                 | La Barbacane - Hôtel de la Cité de Carcassonne | Dole (département du Jura)  |
| 2005                        |                             | Norvège                     | Tom Victor Gausdal            |                                                |                             |
| 2007                        |                             | Danemark                    | Rasmus Kofoed                 | Geranium (Copenhague)                          |                             |
| 2009                        |                             | Suède                       | Jonas Lundgren                |                                                |                             |
| 2011                        |                             | Suède                       | Tommy Myllymäki               |                                                |                             |
| 2013                        |                             | Danemark                    | Jeppe Foldager                |                                                | Hirtshals (Jutland du Nord) |
| 2015                        |                             | États-Unis                  | Philip Tessier                |                                                |                             |
| 2017                        |                             | Norvège                     | Christopher Davidsen          |                                                |                             |
| 2019                        |                             | Suède                       | Sebastian Gibrand             |                                                |                             |
| 2021                        |                             | Danemark                    | Ronni Vexøe Mortensen         |                                                |                             |
| 2023                        |                             | Norvège                     | Filip August Bendi            |                                                |                             |
| 2025                        |                             | Danemark                    | Sebastian Holberg Svendsgaard | Chef privé pour Dining By Jyrk                 | Slagelse                    |

### Bocuse de bronze
| Palmarès du Bocuse de bronze | Palmarès du Bocuse de bronze | Palmarès du Bocuse de bronze | Palmarès du Bocuse de bronze | Palmarès du Bocuse de bronze | Palmarès du Bocuse de bronze |
| Année                        | Pays                         | Pays                         | Nom                          | Établissement                | Lieu d'origine du lauréat    |
| ---------------------------- | ---------------------------- | ---------------------------- | ---------------------------- | ---------------------------- | ---------------------------- |
| 1987                         |                              | Allemagne                    | Hans Hass                    |                              |                              |
| 1989                         |                              | Singapour                    | William Wai                  |                              |                              |
| 1991                         |                              | Belgique                     | Gert Jan Raven               |                              |                              |
| 1993                         |                              | Belgique                     | Guy Van Cauteren             |                              |                              |
| 1995                         |                              | Allemagne                    | Patrick Jaros                |                              |                              |
| 1997                         |                              | Norvège                      | Odd Ivar Solvold             |                              |                              |
| 1999                         |                              | Belgique                     | Ferdy Debecker               |                              |                              |
| 2001                         |                              | Islande                      | Hákon Már Örvarsson          |                              |                              |
| 2003                         |                              | Allemagne                    | Claus Weitbrecht             |                              |                              |
| 2005                         |                              | Danemark                     | Rasmus Kofoed                | Geranium (Copenhague)        |                              |
| 2007                         |                              | Suisse                       | Franck Giovannini            |                              | Tramelan (Canton de Berne)   |
| 2009                         |                              | France                       | Philippe Mille               | Les Crayères (Reims)         |                              |
| 2011                         |                              | Norvège                      | Gunnar Hvarnes               |                              |                              |
| 2013                         |                              | Japon                        | Noriyuki Hamada              |                              |                              |
| 2015                         |                              | Suède                        | Tommy Myllymäki              |                              |                              |
| 2017                         |                              | Islande                      | Viktor Andrésson             |                              |                              |
| 2019                         |                              | Norvège                      | Christian André Pettersen    |                              |                              |
| 2021                         |                              | Norvège                      | Christian André Pettersen    |                              |                              |
| 2023                         |                              | Hongrie                      | Bence Dalnoki                |                              |                              |
| 2025                         |                              | Suède                        | Gustav Leonhardt             | Restaurangakademien          |                              |

### Tableau des Bocuses
| Rang | Nation     | Or | Argent | Bronze | Total |
| ---- | ---------- | -- | ------ | ------ | ----- |
| 1    | France     | 9  | 2      | 1      | 12    |
| 2    | Norvège    | 5  | 4      | 4      | 13    |
| 3    | Danemark   | 3  | 5      | 1      | 9     |
| 4    | Suède      | 1  | 5      | 2      | 8     |
| 5    | États-Unis | 1  | 1      | 0      | 2     |
| 6    | Luxembourg | 1  | 0      | 0      | 1     |
| 7    | Belgique   | 0  | 3      | 3      | 6     |
| 8    | Allemagne  | 0  | 0      | 3      | 3     |
| 9    | Islande    | 0  | 0      | 2      | 2     |
| 10   | Hongrie    | 0  | 0      | 1      | 1     |
|      | Japon      | 0  | 0      | 1      | 1     |
|      | Singapour  | 0  | 0      | 1      | 1     |
|      | Suisse     | 0  | 0      | 1      | 1     |